# Ludolph Büsinck
Ludolph Büsinck, né à Hann. Münden dans les années 1590 et mort en 1669, est un peintre et graveur sur bois allemand.
Il travaille à Paris entre 1623 et 1630, où il réalise une série de gravures sur bois en clair-obscur, les premières à être réalisées en France. Son nom est parfois orthographié "Buesinck".

## Biographie
Ludolph Büsinck, né à Hann. Münden dans le centre de l'Allemagne entre 1599 et 1602, est le fils de Johann Büsinck et de sa femme Kunigunde Voss. Il épouse Katharina Ludwig, avec qui, selon les actes de baptême, il a six enfants. Il est possible qu'il ait suivi une formation d'artiste aux Pays-Bas.
Entre 1623 et 1630, on sait qu'il séjourne à Paris, où il réalise un certain nombre de gravures en clair-obscur datées, dont certaines sont publiées par Melchior Tavernier. Il s'agit d'œuvres audacieusement incisées dans la tradition du graveur néerlandais Hendrick Goltzius. Il est le premier artiste à réaliser des gravures sur bois en clair-obscur en France, et la plupart de ses œuvres dans cette technique sont basées sur des dessins du peintre Georges Lallemand, bien que l'une d'entre elles, probablement sa première, soit d'après une peinture d' Abraham Bloemaert . On ne sait pas s'il a réalisé des gravures sur bois après 1630.
Il retourne à Hann. Münden, où il devient membre de la guilde des marchands ( Kaufmannsgilde ) en 1639. Il est connu pour avoir été actif en tant que peintre dans les années 1630, ses œuvres comprenant un retable pour le maître-autel de l'église Saint-Jean de  Göttingen. En 1647, il est enregistré comme fonctionnaire des douanes.
Il meurt le 15 janvier 1669 à Münden.

## Œuvres
Ses estampes comprennent des sujets religieux  des images de cavaliers, de paysans, de musiciens et de mendiants,.
Ses œuvres sont conservées dans de nombreux musées du monde entier, dont l'Ashmolean Museum, le Cleveland Museum of Art, le musée d'art Nelson-Atkins, le Smart Museum of Art, les musées d'Art de Harvard, l' University of Michigan Museum of Art, le musée d'Art du comté de Los Angeles, le musée d'Art Blanton, le Philadelphia Museum of Art, le Bowdoin College Museum of Art, et le British Museum.

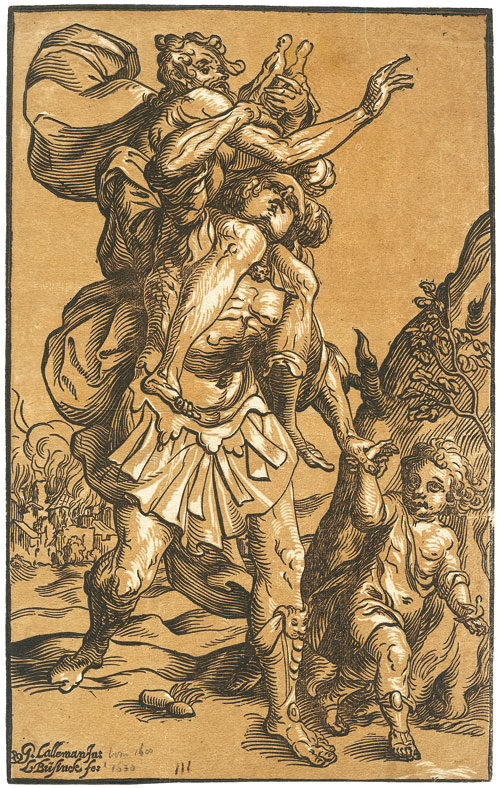
Enée sauvant Anchise de l'incendie de Troie, gravure sur bois en clair-obscur d'après Georges Lallemand.
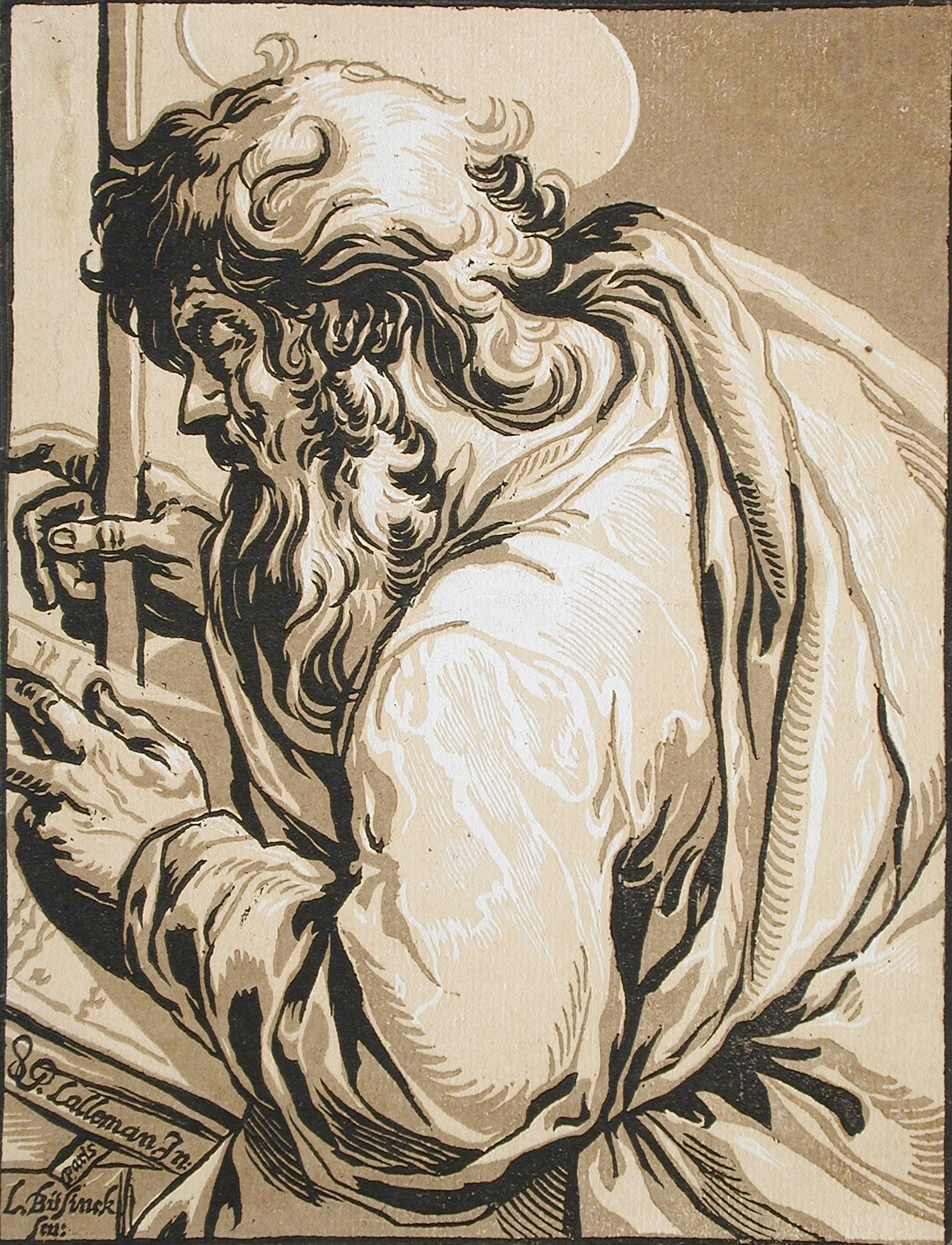
St Matthieu, gravure sur bois en clair-obscur d'après Georges Lallemand.